# Yunbiao
Yunbiao (kinesiska: 云表镇, 云表) är en köping i Kina. Den ligger i den autonoma regionen Guangxi, i den södra delen av landet, omkring 110 kilometer öster om regionhuvudstaden Nanning. Antalet invånare är 62163. Befolkningen består av 29 567 kvinnor och 32 596 män. Barn under 15 år utgör 20,0 %, vuxna 15-64 år 68 %, och äldre över 65 år 10,0 %.
Genomsnittlig årsnederbörd är 2 217 millimeter. Den regnigaste månaden är juli, med i genomsnitt 400 mm nederbörd, och den torraste är januari, med 45 mm nederbörd.